# Liste der Wappen in Bayern
Die Liste der Wappen in Bayern mit ihren Unterlisten, welche über die Navigationsleiste unten erreichbar sind, beinhaltet – geordnet nach der Verwaltungsgliederung – die in der Wikipedia gelisteten Wappen des Freistaats Bayern. Der Freistaat Bayern ist in 71 Landkreise und 25 kreisfreie Städte unterteilt.

## Freistaat Bayern
Hauptartikel: Bayerisches Staatswappen
| Bundesland       | Wappen                                     | Kommentare |
| ---------------- | ------------------------------------------ | --- |
| Freistaat Bayern | Großes Staatswappen: Kleines Staatswappen: | Das bayerische Staatswappen in seiner heutigen Form wurde mit dem „Gesetz über das Wappen des Freistaates Bayern“ vom 5. Juni 1950 eingeführt. Die ursprüngliche Fassung des Gesetzes trat mit Wirkung vom 8. Dezember 1946 in Kraft: „Das große bayerische Staatswappen besteht aus einem gevierten Schild mit einem Herzschild. Das erste Feld zeigt in Schwarz einen aufgerichteten goldenen, rotbewehrten Löwen; das zweite Feld ist von Rot und Weiß (Silber) mit drei aus dem Weiß aufsteigenden Spitzen geteilt; das dritte Feld zeigt einen blauen, goldbewehrten Panther auf weißem (silbernem) Grund; im vierten Feld sind auf Gold drei schwarze übereinander angeordnete, herschauende, rotbewehrte Löwen dargestellt. Der Herzschild ist in Weiß (Silber) und Blau schräg rechts gerautet. Der Schild wird von zwei goldenen, rot bewehrten Löwen gehalten. Auf dem Schild ruht eine Volkskrone; sie besteht aus einem mit Steinen geschmückten goldenen Reifen, der mit fünf ornamentalen Blättern besetzt ist.“ „Das kleine bayerische Staatswappen besteht aus einem in Weiß (Silber) und Blau schräg rechts gerauteten Schild, auf dem die Volkskrone ruht.“ Der Entwurf wurde 1945 von Eduard Ege geschaffen. |

## Bezirke
Im Gegensatz zu den gebiets- und namensgleichen Regierungsbezirken genießen die bayerischen Bezirke als Selbstverwaltungskörperschaften entsprechend Art. 3 der „Bezirksordnung für den Freistaat Bayern (BezO)“ aus dem Jahre 1953 in der Fassung vom 6. Januar 1993 das Recht, eigene Wappen und Fahnen zu führen.
| Bezirk        | Wappen                           | Kommentare |
| ------------- | -------------------------------- | --- |
| Oberbayern    | Wappen des Bezirks Oberbayern    | Nach Beschluss des Bezirkstags genehmigt am 27. Mai 1964 durch das Staatsministerium des Innern: „Unter Schildhaupt mit den bayerischen Rauten in Schwarz ein rot gekrönter und rot bewehrter goldener Löwe.“ Den Entwurf besorgte Karl Nikolaus Haas. |
| Niederbayern  | Wappen des Bezirks Niederbayern  | Nach Beschluss des Bezirkstags genehmigt am 24. September 1957 durch das Staatsministerium des Innern: „Gespalten; vorne die bayerischen Rauten, hinten in Silber ein aufsteigender roter Panter.“ Otto Hupps Entwurf von 1904/05 sah für Niederbayern schon das heutige Wappen vor, jedoch mit blauem, rot gezungtem Panter. Sein Entwurf wurde zwar 1912 als Kreiswappen veröffentlicht, es erlangte aber keine amtliche Gültigkeit.                                            |
| Oberpfalz     | Wappen des Bezirks Oberpfalz     | Nach Beschluss des Bezirkstags genehmigt am 25. August 1960 durch das Staatsministerium des Innern: „Gespalten durch eine aufsteigende und eingeschweifte rote Spitze, darin zwei schräg gekreuzte silberne Schlüssel; vorne in Schwarz ein linksgewendeter, rot bewehrter und rot gekrönter goldener Löwe, hinten die bayerischen Rauten.“ Den Entwurf besorgte Karl Nikolaus Haas.                                                                                              |
| Oberfranken   | Wappen des Bezirks Oberfranken   | Nach Beschluss des Bezirkstags genehmigt am 30. Mai 1960 durch das Staatsministerium des Innern: „Über rotem Schildfuß, darin drei silberne Spitzen, zweimal gespalten; vorne in Gold ein mit einer silbernen Schrägleiste überdeckter linksgewendeter, rotbewehrter schwarzer Löwe; Mitte geviert von Silber und Schwarz; hinten fünfmal geteilt von Schwarz und Gold, belegt mit einem schrägen und geschwungenen grünen Rautenkranz.“ Den Entwurf besorgte Karl Nikolaus Haas. |
| Mittelfranken | Wappen des Bezirks Mittelfranken | Nach Beschluss des Bezirkstags genehmigt am 3. Juli 1957 durch das Staatsministerium des Innern: „Gespalten und vorne geteilt; vorne oben geviert von Silber und Schwarz, unten in Rot drei silberne Spitzen; hinten in Gold am Spalt ein rot bewehrter, schwarzer Adler.“ |
| Unterfranken  | Wappen des Bezirks Unterfranken  | Nach Beschluss des Bezirkstags genehmigt am 9. November 1961 durch das Staatsministerium des Innern: „Unter rotem Schildhaupt, darin drei silberne Spitzen, gespalten von Blau und Rot; vorne eine schräg gelegte, von Silber und Rot gevierte und zweimal gekerbte Standarte an goldener Lanze, hinten ein sechsspeichiges silbernes Rad.“ Das Wappen entspricht einem 1906 veröffentlichten Entwurf von Otto Hupp.                                                              |
| Schwaben      | Wappen des Bezirks Schwaben      | Nach Beschluss des Bezirkstags genehmigt am 15. Oktober 1965 durch das Staatsministerium des Innern: „Unter goldenem Schildhaupt, darin ein wachsender, rot bewehrter und golden nimbierter schwarzer Doppeladler, gespalten; vorne gespalten von Rot und Silber, hinten fünfmal schräglinks geteilt von Silber und Rot, überdeckt mit einem goldenen Pfahl.“ |

## Kreisfreie Städte
| Stadt            | Wappen | Kommentare |
| ---------------- | --- | --- |
| Amberg           | | Wappenführung seit dem 14. Jahrhundert: „Geteilt; oben in Schwarz ein wachsender, rot gekrönter und rot bewehrter goldener Löwe, unten die bayerischen Rauten.“ |
| Ansbach          | | Wappenführung seit dem 14. Jahrhundert, durch Siegelführung seit 1393 belegt: „In Grün ein silberner Schrägwellenbalken, belegt mit drei hintereinander schwimmenden blauen Fischen.“ |
| Aschaffenburg    | | Wappenführung seit dem 13. Jahrhundert. König Ludwig I. bestätigte das Wappen am 1. April 1836 in der Form des ältesten Siegelbildes. Die Farben sind seit 1839 festgelegt: „In Silber eine rote Burg mit runden Seitentürmen und blauen Dächern; im kleeblattförmigen Torbogen der thronende, blau gekleidete heilige Martin mit silbernem Pallium und blauer Mitra, die Rechte segnend erhoben, mit der Linken den goldenen Krummstab haltend.“ |
| Augsburg         | | Das Wappen ist aus dem Siegelbild abgeleitet; Siegelführung seit dem 13.Jahrhundert bekannt. Heutige Fassung seit 1811: „In von Rot und Silber gespaltenem Schild eine grüne Zirbelnuss auf goldenem Kapitell, das mit einem gekrönten Köpfchen belegt ist.“ Seit geraumer Zeit verwendet die Stadt Augsburg das Wappen jedoch ohne das goldene Köpfchen. |
| Bamberg          | | Wappenführung seit dem 13. Jahrhundert; aus Siegelführung seit 1279 belegt. Heutige Fassung beschlossen vom Stadtrat am 28. Mai 1953: „In Rot ein stehender Ritter in silberner Rüstung mit einem roten Kreuz auf der Brust und einem silbernen Langschwert am Gurt; in der Rechten eine Lanze mit silbernem Fähnlein, darauf ein rotes Kreuz, die Linke gestützt auf einen blauen Schild mit silbernem Adler.“ |
| Bayreuth         | | Verliehen durch Markgraf Albrecht Achilles von Brandenburg mit Privileg vom 22. Dezember 1457; durch Siegelführung seit 1429 belegt: „Geviert und überdeckt mit zwei schräg gekreuzten Reuten, die rechte schwarz, die linke silbern; 1 und 4 wieder geviert von Silber und Schwarz; 2 und 3 in Gold mit von Rot und Silber gestücktem Bord ein rot gekrönter und rot bewehrter schwarzer Löwe.“ Von 1819 bis 1840 zeigte die Zollernvierung die Farben Silber und Blau, der Löwe stand rot in schwarzem Feld. |
| Coburg           | | Wappenführung seit dem 13. Jahrhundert, durch Siegelführung seit 1272 belegt: „In Gold ein schwarzer Mohrenkopf mit goldenem Ohrring.“ Wappenänderungen: Im 13. Jahrhundert eine Zinnenmauer mit einem Turm, beseitet von einem Haus und einer Henne. Im 14. Jahrhundert im gevierten Schild je zweimal der Löwe von Meißen und Thüringen. Von 1934 bis 1945 wird der Mohrenkopf durch einen SA-Dolch mit Hakenkreuz im Knauf ersetzt. |
| Erlangen         | | Verliehen durch Markgraf Christian Ernst von Brandenburg-Kulmbach 1707, bestätigt durch Urkunde der der Regierung von Mittelfranken vom 14. März 1972: „Geteilt und oben gespalten; vorne in Silber ein links gewendeter, golden gekrönter und bewehrter, rot gezungter roter Adler mit goldenen Kleestängeln und von Silber und Schwarz geviertem Brustschild; hinten in Silber ein golden gekrönter und bewehrter, rot gezungter schwarzer Adler mit goldener Halskrone, Kleestängeln und den goldenen Großbuchstaben E und S auf der Brust; unten in Blau über silberner Zinnenmauer wachsend ein doppelschwänziger, golden gekrönter, rot gezungter goldener Löwe.“               |
| Fürth            | | Wappenführung seit dem 16. Jahrhundert, durch Siegelführung seit 1562 belegt. Verliehen 1818, geändert durch Erlass am 13. März 1939: „In Silber ein dreiblättriges grünes Kleeblatt.“ Wappenänderungen: 1723 drei gestielte Kleeblätter auf Dreiberg, nach 1792 mit dem Brandenburger Adler. 1818 bis 1939 mit grünem Eichenzweig. |
| Hof              | | Wappenführung seit dem 14. Jahrhundert, durch Siegelführung seit 1335 belegt: „In Rot zwei silberne Zinnentürme mit Spitzdächern; ihnen unten aufgelegt ein gelehnter schwarzer Schild, darin ein rot gekrönter und rot bewehrter goldener Löwe.“ Wappenänderungen: Seit 1571 erscheinen zusätzlich zwei wilde Männer und ein hinter dem Löwenschild stehender Engel. Von 1820 bis 1840 waren die beiden Türme mit einem Giebel verbunden. Wiederannahme des alten Wappens 1960, bestätigt durch Ministerialentschließung vom 10. Juni 1960. |
| Ingolstadt       | | Wappenführung seit dem 13. Jahrhundert. Das Wappen ist im Siegel überliefert; Siegelführung seit 1294 belegt; Siegel mit dem Panther allein erst seit etwa 1340: „In Silber ein Feuer speiender blauer Panter.“ |
| Kaufbeuren       | | Wappenführung seit dem 13. Jahrhundert, durch Siegelführung seit 1295 belegt. Seit 1449 ist das Wappen in seiner heutigen Form überliefert. Verliehen durch Ministerialentschließung des Innenministeriums am 23. Juni 1926: „Gespalten von Gold und Rot; vorne am Spalt ein halber schwarzer Adler, hinten ein von zwei sechsstrahligen goldenen Sternen beseiteter goldener Schrägbalken.“ Wappenänderungen: Von 1818 bis 1892 fehlte der Adler. |
| Kempten (Allgäu) | | Wappenführung seit dem 14. Jahrhundert, durch Siegelführung seit 1379 belegt. Verliehen am 5. Januar 1819: „Gespalten; von Schwarz und Silber; vorne am Spalt ein halber goldener Adler, hinten auf grünem Dreiberg ein roter Zinnenturm mit offenem Tor.“ Wappenänderungen: 1488 gespalten von Gold und Schwarz, belegt mit dem Doppeladler in verwechselten Farben. |
| Landshut         | | Wappenführung seit dem 13. Jahrhundert. Das Wappen ist im Siegel überliefert; Siegelführung seit 1275 belegt: „In Silber drei, zwei zu eins gestellte, blaue Eisenhüte mit verschlungenen roten Sturmriemen.“ |
| Memmingen        | | Wappenführung seit dem 13. Jahrhundert, durch Siegelführung seit 1286 belegt: „Gespalten; vorne in Gold ein halber, rot bewehrter schwarzer Adler am Spalt, hinten in Silber ein durchgehendes rotes Prankenkreuz.“ |
| München          | | Wappenführung seit dem 13. Jahrhundert; das kleine Wappen ist seit 1304 belegt und nach dem Stadtratsbeschluss vom 17. Dezember 1957 alleiniges Stadtwappen: Kleines Wappen: „In Silber ein stehender Mönch mit golden bordierter schwarzer Kutte und Kapuze und roten Schuhen, der ein rotes Buch in der Linken hält; die Rechte segnend erhoben.“ |
| München          | Wappenführung seit dem 13. Jahrhundert: Großes Wappen: „In Silber ein offenes rotes Stadttor zwischen zwei roten Zinnentürmen mit von Schwarz und Gold mehrfach zickzackartig gebänderten Dächern; oben ein wachsender, golden gekrönter und bewehrter goldener Löwe; im Tor der Mönch des kleinen Wappens.“ Das große Stadtwappen wird ausschließlich für repräsentative Zwecke verwendet. | |
| Nürnberg         | | Wappenführung seit dem 13. Jahrhundert: Kleines Wappen: „Gespalten; vorne in Gold ein halber, rot gezungter und golden bewehrter schwarzer Adler am Spalt, hinten fünfmal schräg geteilt von Rot und Silber.“ |
| Nürnberg         | Wappenführung seit dem 13. Jahrhundert: Großes Wappen: „In Blau ein goldener Adler mit herschauendem, golden gekrönten Königshaupt.“ | |
| Passau           | | Wappenführung seit dem 13. Jahrhundert. Das Wappen ist im Siegel überliefert; Siegelführung seit 1368 belegt: „In Silber ein steigender roter Wolf.“ |
| Regensburg       | | Wappenführung seit dem Ende des 13. Jahrhunderts. Das Wappen ist aus dem Siegelbild abgeleitet; Siegelführung seit spätem 12. Jahrhundert belegt: „In Rot zwei schräg gekreuzte silberne Schlüssel.“ |
| Rosenheim        | | Wappenführung seit dem 14. Jahrhundert. Das Wappen ist im Siegel überliefert; Siegelführung seit 1374 sicher belegt: „In Rot eine silberne heraldische Rose mit goldenem Butzen und grünen Kelchblättern.“ |
| Schwabach        | | Wappenführung seit dem 14. Jahrhundert, durch Siegelführung seit 1329 belegt, bestätigt durch Ministerialentschließung vom 1. Juli 1953: „In Rot auf silbernem Brückenbogen ein blau bedachter silberner Zinnenturm, beseitet rechts von einem goldenen Schild, darin ein rot bewehrter schwarzer Adler, links von einem blauen Schild, darin ein rot bewehrter goldener Löwe zwischen goldenen Schindeln.“ Wappenänderungen: 1371 zwei Bierschapfen und die Zollernvierung. Im 15. Jahrhundert der burggräfliche Löwe, die Zollernvierung und die zwei Bierschapfen. 1806 anstelle des burggräflichen Löwen der pfalzbayerische, anstelle der Zollernvierung die bayerischen Rauten. |
| Schweinfurt      | | Wappenführung seit dem 13. Jahrhundert, durch Siegelführung seit 1309 belegt: „In Blau ein silberner Adler.“ |
| Straubing        | | Wappenführung seit dem 13. Jahrhundert. Das Wappen ist im Siegel überliefert; Siegelführung seit dem späten 13. Jahrhundert belegt; erneuert 1952: „In Rot ein silberner Pflug; darüber nebeneinander zwei Schildchen mit den bayerischen Rauten, unten eine goldene heraldische Lilie.“ |
| Weiden i.d.OPf.  | | Verliehen durch Kurfürst Ludwig V. und Pfalzgraf Friedrich II. von Kurpfalz mit Wappenbrief vom 25. Januar 1510: „Geteilt und oben gespalten; vorne in Schwarz ein rot gekrönter, rot bewehrter goldener Löwe, hinten die bayerischen Rauten; unten in Rot auf grünem Dreiberg eine grüne Weide.“ |
| Würzburg         | | Wappenführung seit dem 12. Jahrhundert, durch Siegelführung seit 1195 belegt: „In Schwarz eine schräg gestellte, eingekerbte, von Rot und Gold gevierte Fahne an silberner Lanzenstange.“ |

## Landkreise
| Landkreis                           | Wappen                                                     | Kommentare |
| ----------------------------------- | ---------------------------------------------------------- | --- |
| Aichach-Friedberg                   | Wappen des Landkreises Aichach-Friedberg                   | Nach Beschluss des Kreistags genehmigt am 10. Dezember 1975 durch die Regierung von Schwaben: „Unter Schildhaupt mit den bayerischen Rauten gespalten von Silber und Rot; vorne ein grünes Eichenblatt, hinten ein goldenes Ulrichskreuz.“ |
| Altötting                           | Wappen des Landkreises Altötting                           | Nach Beschluss des Kreistags genehmigt am 17. März 1960 durch das Staatsministeriums des Innern. Nach der Kreisgebietsreform von 1972 beschloss der Kreistag des neugebildeten Landkreises, das Wappen des bisherigen Landkreises unverändert fortzuführen, genehmigt am 23. August 1972 durch die Regierung von Oberbayern: „Gespalten; vorne in Blau das silberne Oktogon der Altöttinger Gnadenkapelle, darüber schwebend eine goldene Marienkrone; hinten die bayerischen Rauten.“ |
| Amberg-Sulzbach                     | Wappen des Landkreises Amberg-Sulzbach                     | Nach Beschluss des Kreistags genehmigt am 17. August 1973 durch die Regierung der Oberpfalz: „Durch eine eingeschweifte, gesenkte goldene Spitze, darin schräg gekreuzt ein schwarzer Schlägel und ein schwarzer Hammer, gespalten von Schwarz und Rot; vorne ein linksgewendeter, rot gekrönter und rot bewehrter goldener Löwe, hinten drei, zwei zu eins gestellte, silberne Lilien.“ |
| Ansbach                             | Wappen des Landkreises Ansbach                             | Nach Beschluss des Kreistags genehmigt am 24. Juli 1979 durch die Regierung von Mittelfranken: „Unter gespaltenem Schildhaupt, darin vorne geviert von Silber und Schwarz, hinten in Rot drei silberne Spitzen, in Gold ein rot bewehrter schwarzer Doppeladler.“ |
| Aschaffenburg                       | Wappen des Landkreises Aschaffenburg                       | Nach Beschluss des Kreistags genehmigt am 25. Juli 1967 durch das Staatsministeriums des Innern. Nach der Kreisgebietsreform von 1972 beschloss der Kreistag des neugebildeten Landkreises, das Wappen des bisherigen Landkreises unverändert fortzuführen, genehmigt am 14. November 1974 durch die Regierung von Unterfranken: „Unter silbernem Schildhaupt, darin zwei grüne Eichenblätter mit einer grünen Eichel, gespalten von Rot und Blau; vorne ein sechsspeichiges silbernes Rad, hinten ein mit drei blauen Ringen belegter silberner Schräglinksbalken.“ |
| Augsburg                            | Wappen des Landkreises Augsburg                            | Nach Beschluss des Kreistags genehmigt am 15. Mai 1975 durch die Regierung von Schwaben: „Unter von Rot und Silber gespaltenem Schildhaupt gespalten von Silber und Blau; vorne ein rotes Ulrichskreuz, hinten eine goldene Lilie.“ |
| Bad Kissingen                       | Wappen des Landkreises Bad Kissingen                       | Nach Beschluss des Kreistags genehmigt am 29. Mai 1973 durch die Regierung von Unterfranken: „Unter blauem Schildhaupt mit drei silbernen Schalenbrunnen gespalten; vorne über von Rot und Silber geschachtem Schildfuß in Gold ein wachsender, rot bewehrter, schwarzer Doppeladler am Spalt, hinten in Silber ein schwarzes Tatzenkreuz.“ |
| Bad Tölz-Wolfratshausen             | Wappen des Landkreises Bad Tölz-Wolfratshausen             | Nach Beschluss des Kreistags genehmigt am 27. Februar 1974 durch die Regierung von Oberbayern: „Unter blauem Schildhaupt, darin ein schreitender, rot bezungter und rot bewehrter goldener Löwe, gespalten; vorne die bayerischen Rauten, hinten in Rot zwei schräg gekreuzte, mit den Krümmen zugewendete silberne Abtstäbe.“ |
| Bamberg                             | Wappen des Landkreises Bamberg                             | Nach Beschluss des Kreistags genehmigt am 18. Juni 1962 durch das Staatsministeriums des Innern. Nach der Kreisgebietsreform von 1972 beschloss der Kreistag des neugebildeten Landkreises, das Wappen des bisherigen Landkreises unverändert fortzuführen, genehmigt am 28. Mai 1973 durch die Regierung von Oberfranken: „In Gold nebeneinander ein linksgewendeter, mit einer silbernen Schräglinksleiste überdeckter, rot bewehrter schwarzer Löwe und ein steigender, widersehender, rot bezungter schwarzer Keiler, der einen durchgehenden, schräggestellten silbernen Abtstab mit silbernem Schweißtuch im Gebrech (Maul) hält und mit dem linken Vorderhammer (Bein) stützt.“ |
| Bayreuth                            | Wappen des Landkreises Bayreuth                            | Nach Beschluss des Kreistags genehmigt am 27. September 1962 durch das Staatsministeriums des Innern. Nach der Kreisgebietsreform von 1972 beschloss der Kreistag des neugebildeten Landkreises, das Wappen des bisherigen Landkreises unverändert fortzuführen, genehmigt am 21. Februar 1974 durch die Regierung von Oberfranken: „Unter einem Schildhaupt mit den bayerischen Rauten in Silber ein golden bewehrter roter Adler mit goldenen Kleestängeln auf den Flügeln.“ |
| Berchtesgadener Land                | Wappen des Landkreises Berchtesgadener Land                | Nach Beschluss des Kreistags genehmigt am 29. Mai 1973 durch die Regierung von Oberbayern: „Über Schildfuß mit den bayerischen Rauten gespalten von Gold und Blau; vorne ein rot bewehrter schwarzer Löwe, hinten schräg gekreuzt ein goldener und ein silberner Schlüssel.“ |
| Cham                                | Wappen des Landkreises Cham                                | Nach Beschluss des Kreistags genehmigt am 17. August 1962 durch das Staatsministeriums des Innern. Nach der Kreisgebietsreform von 1972 beschloss der Kreistag des neugebildeten Landkreises, das Wappen des bisherigen Landkreises unverändert fortzuführen, genehmigt am 09. Dezember 1975 durch die Regierung der Oberpfalz: „Unter Schildhaupt mit den bayerischen Rauten in Rot die zweitürmige silberne Kirche von Chammünster in Seitenansicht.“ |
| Coburg                              | Wappen des Landkreises Coburg                              | Nach Beschluss des Kreistags genehmigt am 23. Juli 1962 durch das Staatsministeriums des Innern. Nach der Kreisgebietsreform von 1972 beschloss der Kreistag des neugebildeten Landkreises, das Wappen des bisherigen Landkreises unverändert fortzuführen, genehmigt am 23. Mai 1973 durch die Regierung von Oberfranken: „Gespalten; vorne die bayerischen Rauten, hinten neunmal geteilt von Schwarz und Gold, belegt mit einem schräg liegenden grünen Rautenkranz.“ |
| Dachau                              | Wappen des Landkreises Dachau                              | Nach Beschluss des Kreistags genehmigt am 10. Juli 1954 durch das Staatsministeriums des Innern. Nach der Kreisgebietsreform von 1972 beschloss der Kreistag des neugebildeten Landkreises, das Wappen des bisherigen Landkreises unverändert fortzuführen, genehmigt am 15. Juli 1976 durch die Regierung von Oberbayern: „Unter Schildhaupt mit den bayerischen Rauten in Silber ein roter Zickzackbalken.“ |
| Deggendorf                          | Wappen des Landkreises Deggendorf                          | Nach Beschluss des Kreistags genehmigt am 17. September 1963 durch das Staatsministeriums des Innern. Nach der Kreisgebietsreform von 1972 beschloss der Kreistag des neugebildeten Landkreises 1973, das Wappen des bisherigen Landkreises unverändert fortzuführen, genehmigt am 25. Mai 1973 durch die Regierung von Niederbayern: „In Gold ein gesenkter blauer Wellenbalken, darüber ein rot bewehrter schwarzer Doppeladler, darunter ein grüner Dreiberg.“ |
| Dillingen an der Donau              | Wappen des Landkreises Dillingen an der Donau              | Nach Beschluss des Kreistags genehmigt am 19./25. Oktober 1973 durch die Regierung von Schwaben: „Unter blauem Schildhaupt, darin ein schreitender goldener Löwe, geteilt von Gold und Blau; oben ein schreitender herschauender, rot bewehrter schwarzer Löwe, unten eine goldene Lilie.“ |
| Dingolfing-Landau                   | Wappen des Landkreises Dingolfing-Landau                   | Nach Beschluss des Kreistags genehmigt am 1. Oktober 1974 durch die Regierung von Niederbayern: „Unter Schildhaupt mit den bayerischen Rauten gespalten; vorne in Rot ein silberner Löwe, der auf einem silbernen Seitenvierberg emporsteigt, hinten im Kerbschnitt dreimal geteilt von Rot und Silber.“ |
| Donau-Ries                          | Wappen des Landkreises Donau-Ries                          | Nach Beschluss des Kreistags genehmigt am 27. April 1977 durch die Regierung von Schwaben: „Geteilt; oben in Gold ein wachsender, rot bewehrter, schwarzer Adler; unten gespalten, vorne in Rot ein goldenes Andreaskreuz, hinten die bayerischen Rauten.“ |
| Ebersberg                           | Wappen des Landkreises Ebersberg                           | Nach Beschluss des Kreistags genehmigt am 31. Oktober 1955 durch das Staatsministeriums des Innern. Nach der Kreisgebietsreform von 1972 beschloss der Kreistag des neugebildeten Landkreises, das Wappen des bisherigen Landkreises unverändert fortzuführen, genehmigt am 10. November 1972 durch die Regierung von Oberbayern: „In Silber auf grünem Dreiberg ein schreitender, goldbewehrter schwarzer Eber, hinter dem eine grüne Tanne mit 29 Ästen aufwächst.“ |
| Eichstätt                           | Wappen des Landkreises Eichstätt                           | Nach Beschluss des Kreistags genehmigt am 22. November 1974 durch die Regierung von Oberbayern: „Über Schildfuß mit den bayerischen Rauten in Gold ein mit einem wachsenden silbernen Bischofsstab belegter roter Pfahl; vorne eine rote Fackel auf schwarzem Rohr, hinten eine senkrecht stehende schwarze Hirschstange.“ |
| Erding                              | Wappen des Landkreises Erding                              | Nach Beschluss des Kreistags genehmigt am 9. Oktober 1953 durch das Staatsministeriums des Innern. Nach der Kreisgebietsreform von 1972 beschloss der Kreistag des neugebildeten Landkreises, das Wappen des bisherigen Landkreises unverändert fortzuführen, genehmigt am 31. Oktober 1972 durch die Regierung von Oberbayern: „Unter Schildhaupt mit den bayerischen Rauten in Silber ein springendes, golden bewehrtes rotes Pferd.“ |
| Erlangen-Höchstadt                  | Wappen des Landkreises Erlangen-Höchstadt                  | Nach Beschluss des Kreistags genehmigt am 19. August 1976 durch die Regierung von Mittelfranken: „Gespalten; vorne in Gold ein links gewendeter, mit einer silbernen Schräglinksleiste überdeckter, rot bewehrter schwarzer Löwe; hinten in Blau mit von Rot und Silber gestücktem Bord ein halbes goldenes Wasserschöpfrad.“ |
| Forchheim                           | Wappen des Landkreises Forchheim                           | Nach Beschluss des Kreistags genehmigt am 7. März 1974 durch die Regierung von Oberfranken: „Über silbernem Schildfuß, darin ein roter Fisch, gespalten von Gold und Rot; vorne ein linksgewendeter, mit einer silbernen Schräglinksleiste überdeckter, rot bewehrter schwarzer Löwe; hinten ein schrägliegender silberner Schlüssel.“ |
| Freising                            | Wappen des Landkreises Freising                            | Nach Beschluss des Kreistags genehmigt am 21. August 1954 durch das Staatsministeriums des Innern. Nach der Kreisgebietsreform von 1972 beschloss der Kreistag des neugebildeten Landkreises, das Wappen des bisherigen Landkreises unverändert fortzuführen, genehmigt am 15. Juli 1976 durch die Regierung von Oberbayern: „Unter Schildhaupt mit den bayerischen Rauten gespalten von Gold und Rot; vorne ein linksgewendeter, rot gekrönter Mohrenkopf mit rotem Ohrring, hinten eine heraldische silberne Rose.“ |
| Freyung-Grafenau                    | Wappen des Landkreises Freyung-Grafenau                    | Nach Beschluss des Kreistags genehmigt am 9. März 1976 durch die Regierung von Niederbayern: „Über gekürzter und eingeschweifter Spitze, darin die bayerischen Rauten, in Silber nebeneinander ein linksgewendeter schwarzer Bär und ein roter Wolf.“ |
| Fürstenfeldbruck                    | Wappen des Landkreises Fürstenfeldbruck                    | Nach Beschluss des Kreistags genehmigt am 15. November 1967 durch das Staatsministeriums des Innern. Nach der Kreisgebietsreform von 1972 beschloss der Kreistag des neugebildeten Landkreises, das Wappen des bisherigen Landkreises unverändert fortzuführen, genehmigt am 11. November 1976 durch die Regierung von Oberbayern: „Durch einen von Silber und Rot in zwei Reihen geschachten Schrägbalken geteilt von Grün und Blau; oben eine silberne Fürstenkrone, unten eine dreibogige, gemauerte silberne Brücke.“ |
| Fürth                               | Wappen des Landkreises Fürth                               | Nach Beschluss des Kreistags genehmigt am 18. Juni 196 durch das Staatsministeriums des Innern. Nach der Kreisgebietsreform von 1972 beschloss der Kreistag des neugebildeten Landkreises, das Wappen des bisherigen Landkreises unverändert fortzuführen, genehmigt am 20. November 1972 durch die Regierung von Mittelfranken: „Über einer gekürzten roten Spitze, darin eine senkrecht stehende goldene Ähre, dieser aufgelegt ein aus dem unteren Schildrand wachsendes oberhalbes silbernes Zahnrad, gespalten; vorne in Silber ein halber, golden bewehrter roter Adler am Spalt, mit goldenem Kleestängel auf dem Flügel, hinten fünfmal schräg geteilt von Rot und Silber.“    |
| Garmisch-Partenkirchen              | Wappen des Landkreises Garmisch-Partenkirchen              | Nach Beschluss des Kreistags genehmigt am 11. September 1962 durch das Staatsministeriums des Innern. Nach der Kreisgebietsreform von 1972 beschloss der Kreistag des neugebildeten Landkreises, das Wappen des bisherigen Landkreises unverändert fortzuführen, genehmigt am 20. November 1972 durch die Regierung von Oberbayern: „Über gekürzter und eingeschweifter Spitze, darin die bayerischen Rauten, gespalten von Silber und Gold; vorne ein links gewendeter roter Greifenlöwe, hinten ein rot gekrönter Mohrenkopf mit rotem Ohrring.“ |
| Günzburg                            | Wappen des Landkreises Günzburg                            | Nach Beschluss des Kreistags genehmigt am 19. April 1973 durch die Regierung von Schwaben: „Gespalten; vorne in Rot ein halber silberner Adler am Spalt; hinten fünfmal schräg links geteilt von Silber und Rot, überdeckt von einem goldenen Pfahl.“ |
| Haßberge                            | Wappen des Landkreises Haßberge                            | Nach Beschluss des Kreistags genehmigt am 1. August 1974 durch die Regierung von Unterfranken: „Über von Schwarz und Gold geteiltem, mit einem grünen Rautenkranz belegten Schildfuß gespalten von Rot und Gold; vorne drei gesenkte silberne Spitzen, hinten ein mit einer silbernen Schrägleiste überdeckter rot bewehrter schwarzer Löwe.“ |
| Hof                                 | Wappen des Landkreises Hof                                 | Nach Beschluss des Kreistags genehmigt am 19. Februar 1963 durch das Staatsministeriums des Innern. Nach der Kreisgebietsreform von 1972 beschloss der Kreistag des neugebildeten Landkreises, das Wappen des bisherigen Landkreises unverändert fortzuführen, genehmigt am 22. Februar 1977 durch die Regierung von Oberfranken: „Gespalten; vorne in Schwarz ein linksgewendeter, rot gekrönter und rot bewehrter goldener Löwe; hinten in Gold mit von Rot und Silber gestücktem Bord ein rot bewehrter schwarzer Löwe.“ |
| Kelheim                             | Wappen des Landkreises Kelheim                             | Nach Beschluss des Kreistags genehmigt am 14. Oktober 1960 durch das Staatsministeriums des Innern. Nach der Kreisgebietsreform von 1972 beschloss der Kreistag des neugebildeten Landkreises, das Wappen des bisherigen Landkreises unverändert fortzuführen, genehmigt am 31. Oktober 1975 durch die Regierung von Niederbayern: „Unter Schildhaupt mit den bayerischen Rauten gespalten; vorne geteilt von Silber und Blau mit drei, zwei zu eins gestellten, heraldischen Rosen in verwechselten Farben; hinten schräg geteilt von Silber und Schwarz.“ |
| Kitzingen                           | Wappen des Landkreises Kitzingen                           | Nach Beschluss des Kreistags genehmigt am 23. Oktober 1974 durch die Regierung von Unterfranken: „In Blau unter goldenem Rebstück eine silberne Steinbrücke mit zwei Bögen; unter dem vorderen Bogen ein rotes Schildchen, darin drei silberne Spitzen, unter dem hinteren Bogen ein von Rot und Silber geviertes Schildchen.“ |
| Kronach                             | Wappen des Landkreises Kronach                             | Nach Beschluss des Kreistags genehmigt am 11. April 1957 durch das Staatsministeriums des Innern. Nach der Kreisgebietsreform von 1972 beschloss der Kreistag des neugebildeten Landkreises, das Wappen des bisherigen Landkreises unverändert fortzuführen, genehmigt am 5. Juni 1973 durch die Regierung von Oberfranken: „Gespalten durch eine gesenkte, aufsteigende und eingeschweifte blaue Spitze, darin ein goldenes Wasserrad; vorne in Gold ein mit einem silbernen Schrägbalken überdeckter linksgewendeter, rot bewehrter schwarzer Löwe, hinten in mit roten Herzen bestreutem goldenen Feld ein rot gekrönter und rot bewehrter schwarzer Löwe.“                         |
| Kulmbach                            | Wappen des Landkreises Kulmbach                            | Nach Beschluss des Kreistags genehmigt am 28. August 197 durch die Regierung von Oberfranken: „Durch eine gesenkte, eingeschweifte, von Schwarz und Silber gevierte Spitze gespalten von Gold und Blau; vorne ein links gewendeter, mit einer silbernen Schräglinksleiste überdeckter, rot bewehrter, schwarzer Löwe, hinten ein rot bewehrter, silberner Adler.“ |
| Landsberg am Lech                   | Wappen des Landkreises Landsberg am Lech                   | Nach Beschluss des Kreistags genehmigt am 9. Oktober 1953 durch das Staatsministeriums des Innern. Nach der Kreisgebietsreform von 1972 beschloss der Kreistag des neugebildeten Landkreises, das Wappen des bisherigen Landkreises unverändert fortzuführen, genehmigt am 3. Oktober 1972 durch die Regierung von Oberbayern: „Unter Schildhaupt mit den bayerischen Rauten gespalten von Rot und Silber; vorne ein goldener Adler, hinten ein roter Löwe.“ |
| Landshut                            | Wappen des Landkreises Landshut                            | Nach Beschluss des Kreistags genehmigt am 25. August 1960 durch das Staatsministeriums des Innern. Nach der Kreisgebietsreform von 1972 beschloss der Kreistag des neugebildeten Landkreises, das Wappen des bisherigen Landkreises unverändert fortzuführen, genehmigt am 23. Mai 1973 durch die Regierung von Niederbayern: „Unter Schildhaupt mit den bayerischen Rauten in Rot eine silberne Mauer mit zwei Zinnen.“ |
| Lichtenfels                         | Wappen des Landkreises Lichtenfels                         | Nach Beschluss des Kreistags genehmigt am 1. Juli 1977 durch die Regierung von Oberfranken: „Gespalten von Blau und Gold; vorne über goldenem Reichsapfel eine goldene Kaiserkrone mit rotem Innenfutter; hinten ein mit einer silbernen Schrägleiste überdeckter, rot bewehrter, schwarzer Löwe.“ |
| Lindau (Bodensee)                   | Wappen des Landkreises Lindau (Bodensee)                   | Nach Beschluss des Kreistags genehmigt am 14. April 1978 durch die Regierung von Schwaben: „Unter Schildhaupt mit den bayerischen Rauten in Silber über blauem Wellenbalken nebeneinander eine grüne Linde und eine dreilatzige rote Fahne mit goldenen Fransen und drei roten Ringen.“ |
| Main-Spessart                       | Wappen des Landkreises Main-Spessart                       | Nach Beschluss des Kreistags genehmigt am 16. Dezember 1974 durch die Regierung von Unterfranken: „In Rot ein schmaler silberner Wellenpfahl; vorne über einem sechsspeichigen silbernen Rad ein goldenes Eichenblatt mit zwei goldenen Eicheln; hinten über drei silbernen Spitzen eine goldene Weintraube.“ |
| Miesbach                            | Wappen des Landkreises Miesbach                            | Nach Beschluss des Kreistags genehmigt am 15. September 1955 durch das Staatsministeriums des Innern. Nach der Kreisgebietsreform von 1972 beschloss der Kreistag des neugebildeten Landkreises, das Wappen des bisherigen Landkreises unverändert fortzuführen, genehmigt am 7. Juni 1977 durch die Regierung von Oberbayern: „In Silber oben ein halber, goldbewehrter roter Adler mit ausgebreiteten Schwingen über zwei schräg gekreuzten roten Stäben, unten über blauen Wasserwellen zwei mit den Stängeln gekreuzte grüne Seeblätter.“ |
| Miltenberg                          | Wappen des Landkreises Miltenberg                          | Nach Beschluss des Kreistags genehmigt am 25. Mai 1977 durch die Regierung von Unterfranken: „Unter Schildhaupt mit den bayerischen Rauten in Rot ein silberner Wellenpfahl; davor ein sechsspeichiges silbernes Rad; dahinter drei silberne Spitzen.“ |
| Mühldorf am Inn                     | Wappen des Landkreises Mühldorf am Inn                     | Nach Beschluss des Kreistags genehmigt am 24. April 1968 durch das Staatsministeriums des Innern. Nach der Kreisgebietsreform von 1972 beschloss der Kreistag des neugebildeten Landkreises, das Wappen des bisherigen Landkreises unverändert fortzuführen, genehmigt am 15. März 1973 durch die Regierung von Oberbayern: „Gespalten von Schwarz und Gold; vorne ein linksgewendeter, rot gekrönter und rot bewehrter goldener Löwe, hinten ein rot bewehrter schwarzer Löwe.“ |
| München                             | Wappen des Landkreises München                             | Nach Beschluss des Kreistags genehmigt am 3. April 1957 durch das Staatsministeriums des Innern. Nach der Kreisgebietsreform von 1972 beschloss der Kreistag des neugebildeten Landkreises, das Wappen des bisherigen Landkreises unverändert fortzuführen, genehmigt am 8. August 1972 durch die Regierung von Oberbayern: „Gespalten; vorne die bayerischen Rauten, hinten geteilt von Schwarz und Gold, im Ganzen überdeckt mit einem schräglinken silbernen Wellenbalken.“ |
| Neuburg-Schrobenhausen              | Wappen des Landkreises Neuburg-Schrobenhausen              | Nach Beschluss des Kreistags genehmigt am 12. Juni 1974 durch die Regierung von Oberbayern: „Geteilt; oben gespalten von Gold und Schwarz, vorne ein rot gezungter und rot gekrönter schwarzer Bärenkopf, hinten ein rot bewehrter und rot gekrönter wachsender goldener Löwe; unten in Silber zwei blaue Wellenbalken.“ |
| Neumarkt in der Oberpfalz           | Wappen des Landkreises Neumarkt in der Oberpfalz           | Nach Beschluss des Kreistags genehmigt am 8. Februar 1960 durch das Staatsministeriums des Innern. Nach der Kreisgebietsreform von 1972 beschloss der Kreistag des neugebildeten Landkreises, das Wappen des bisherigen Landkreises unverändert fortzuführen, genehmigt am 8. Oktober 1974 durch die Regierung der Oberpfalz: „Gespalten von Schwarz und Silber; vorne ein linksgewendeter, rot bewehrter und rot gekrönter goldener Löwe; hinten übereinander zwei rote Löwen, der obere schreitend, der untere aufgerichtet.“ |
| Neustadt an der Aisch-Bad Windsheim | Wappen des Landkreises Neustadt an der Aisch-Bad Windsheim | Nach Beschluss des Kreistags genehmigt am 14. Juni 1974 durch die Regierung von Mittelfranken: „Über einem siebenmal von Silber und Blau gespaltenen Schildfuß gespalten; vorne in Gold ein von Silber und Schwarz gevierter, rot bezungter Brackenkopf, hinten in Silber ein halber, rot bewehrter schwarzer Adler am Spalt.“ |
| Neustadt an der Waldnaab            | Wappen des Landkreises Neustadt an der Waldnaab            | Nach Beschluss des Kreistags genehmigt am 22. Dezember 1954 durch das Staatsministeriums des Innern. Nach der Kreisgebietsreform von 1972 beschloss der Kreistag des neugebildeten Landkreises, das Wappen des bisherigen Landkreises unverändert fortzuführen, genehmigt am 22. März 1977 durch die Regierung der Oberpfalz: „Gespalten und hinten geteilt; vorne in Schwarz ein rot gekrönter und rot bewehrter goldener Löwe; hinten oben in Blau drei, zwei zu eins gestellte, goldene Sterne, unten in Silber ein blauer Balken.“ |
| Neu-Ulm                             | Wappen des Landkreises Neu-Ulm                             | Nach Beschluss des Kreistags genehmigt am 13. Juli 1966 durch das Staatsministeriums des Innern. Nach der Kreisgebietsreform von 1972 beschloss der Kreistag des neugebildeten Landkreises, das Wappen des bisherigen Landkreises unverändert fortzuführen, genehmigt am 7. Januar 1975 durch die Regierung von Schwaben: „Über rotem Schildfuß, darin ein waagrechtes, golden beschlagenes, silbernes Hifthorn, fünfmal schräg links geteilt von Rot und Silber, überdeckt mit einer aus der Teilungslinie wachsenden, schwarz gekleideten und golden gekrönten Mohrin, die eine goldene Bischofsmütze in den Händen hält.“                                                           |
| Nürnberger Land                     | Wappen des Landkreises Nürnberger Land                     | Nach Beschluss des Kreistags genehmigt am 1. Oktober 1974 durch die Regierung von Mittelfranken: „Über blauem Schildfuß, darin ein unterhalbes silbernes Mühlrad, gespalten; vorne in Gold ein rot bewehrter halber schwarzer Adler am Spalt, hinten fünfmal schräg geteilt von Rot und Silber.“ |
| Oberallgäu                          | Wappen des Landkreises Oberallgäu                          | Nach Beschluss des Kreistags genehmigt am 23. November 1973 durch die Regierung von Schwaben: „Gespalten von Rot und Gold; vorne unter von Rot und Blau geteiltem Schildhaupt ein wachsender, silberner Felsenberg, hinten übereinander drei schreitende, herschauende, rot bewehrte schwarze Löwen.“ |
| Ostallgäu                           | Wappen des Landkreises Ostallgäu                           | Nach Beschluss des Kreistags genehmigt am 8. Oktober 1974 durch die Regierung von Schwaben: „Unter blauem Schildhaupt, darin ein schreitender, golden gekrönter und golden bewehrter silberner Löwe, gespalten von Rot und Silber; vorne ein gestürztes silbernes Schwert, hinten ein wachsender roter Abtstab.“ |
| Passau                              | Wappen des Landkreises Passau                              | Nach Beschluss des Kreistags genehmigt am 27. Juni 1974 durch die Regierung von Niederbayern: „Über einem Schildfuß mit den bayerischen Rauten in Silber ein roter Wolf und ein nach links gewendeter roter Panter.“ |
| Pfaffenhofen an der Ilm             | Wappen des Landkreises Pfaffenhofen an der Ilm             | Nach Beschluss des Kreistags genehmigt am 18. April 1963 durch das Staatsministeriums des Innern. Nach der Kreisgebietsreform von 1972 beschloss der Kreistag des neugebildeten Landkreises, das Wappen des bisherigen Landkreises unverändert fortzuführen, genehmigt am 4. Juli 1974 durch die Regierung von Oberbayern: „Gespalten; vorne die bayerischen Rauten, belegt mit einem doppelarmigen goldenen Kreuz; hinten in Gold eine durchgehende grüne Hopfenrebe mit Blatt und Dolde.“ |
| Regen                               | Wappen des Landkreises Regen                               | Nach Beschluss des Kreistags genehmigt am 9. Juli 1975 durch die Regierung von Niederbayern: „Unter Schildhaupt mit den bayerischen Rauten in Rot ein silberner Pfahl, darin eine bewurzelte grüne Fichte; vorne ein silbernes Kelchglas, hinten ein wachsender Zinnenturm.“ |
| Regensburg                          | Wappen des Landkreises Regensburg                          | Nach Beschluss des Kreistags genehmigt am 17. September 1963 durch das Staatsministeriums des Innern. Nach der Kreisgebietsreform von 1972 beschloss der Kreistag des neugebildeten Landkreises, das Wappen des bisherigen Landkreises unverändert fortzuführen, genehmigt am 26. September 1972 durch die Regierung der Oberpfalz: „Unter Schildhaupt mit den bayerischen Rauten gespalten von Rot und Silber; vorne ein silberner Schrägbalken, hinten ein durchgehendes, gradarmiges rotes Tatzenkreuz.“ |
| Rhön-Grabfeld                       | Wappen des Landkreises Rhön-Grabfeld                       | Nach Beschluss des Kreistags genehmigt am 17. August 1976 durch die Regierung von Unterfranken: „Durch einen erhöhten silbernen Wellenbalken geteilt von Rot und Grün; oben eine goldene Laubkrone, unten auf silbernem Dreiberg drei silberne Kreuze.“ |
| Rosenheim                           | Wappen des Landkreises Rosenheim                           | Nach Beschluss des Kreistags genehmigt am 14. Mai 1976 durch die Regierung von Oberbayern: „Unter Schildhaupt mit den bayerischen Rauten gespalten; vorne gespalten von Silber und Blau, belegt mit zwei Seeblättern an schräg gekreuzten Stängeln in verwechselten Farben, hinten in Silber ein golden gekrönter und golden bewehrter roter Löwe.“ |
| Roth                                | Wappen des Landkreises Roth                                | Nach Beschluss des Kreistags genehmigt am 21. Februar 1975 durch die Regierung von Mittelfranken: „Gespalten durch eine eingeschweifte goldene Spitze, darin eine heraldische Rose mit silbernem Butzen und silbernen Kelchblättern; vorne geviert von Silber und Schwarz, hinten in Rot ein wachsender silberner Bischofsstab.“ |
| Rottal-Inn                          | Wappen des Landkreises Rottal-Inn                          | Nach Beschluss des Kreistags genehmigt am 19. Oktober 1973 durch die Regierung von Niederbayern: „Durch einen schmalen, nach links gerichteten blauen Wellenschrägbalken geteilt von Silber und Gold; oben ein Feuer speiender roter Panterrumpf, unten ein nach links gerichtetes steigendes rotes Pferd.“ |
| Schwandorf                          | Wappen des Landkreises Schwandorf                          | Nach Beschluss des Kreistags genehmigt am 13. Dezember 1974 durch die Regierung der Oberpfalz: „Gespalten von Schwarz und Silber; über einem gesenkten, von Silber und Blau gespaltenen schmalen Wellenbalken, dem ein von Gold und Schwarz gespaltenes Zahnrad unterlegt ist, vorne ein linksgewendeter, rot bewehrter und rot gekrönter goldener Löwe, hinten ein roter Zinnenturm.“ |
| Schweinfurt                         | Wappen des Landkreises Schweinfurt                         | Nach Beschluss des Kreistags genehmigt am … durch das Staatsministeriums des Innern. Nach der Kreisgebietsreform von 1972 beschloss der Kreistag des neugebildeten Landkreises, das Wappen des bisherigen Landkreises unverändert fortzuführen, genehmigt am 25. April 1974 durch die Regierung von Unterfranken: „Über rotem Schildfuß, darin drei silberne Spitzen, in Gold ein rot bewehrter, schwarzer Adler.“ |
| Starnberg                           | Wappen des Landkreises Starnberg                           | Nach Beschluss des Kreistags genehmigt am 17. März 1960 durch das Staatsministeriums des Innern. Nach der Kreisgebietsreform von 1972 beschloss der Kreistag des neugebildeten Landkreises, das Wappen des bisherigen Landkreises unverändert fortzuführen, genehmigt am 24. Oktober 1972 durch die Regierung von Oberbayern: „Den bayerischen Rauten aufgelegt oben ein schreitender goldener Löwe, unten ein goldener Adler.“ |
| Straubing-Bogen                     | Wappen des Landkreises Straubing-Bogen                     | Nach Beschluss des Kreistags genehmigt am 8. April 1974 durch die Regierung von Niederbayern: „Durch eine silberne Wellenleiste geteilt; oben in Grün die silbern gekleidete und golden gekrönte Madonna vom Bogenberg in goldenem Strahlenkranz, beseitet rechts von einer schräg gestellten goldenen Ähre und links von einer schräglinks gestellten goldenen Ähre; unten die bayerischen Rauten.“ |
| Tirschenreuth                       | Wappen des Landkreises Tirschenreuth                       | Nach Beschluss des Kreistags genehmigt am 1. März 1974 durch die Regierung der Oberpfalz: „Gespalten von Schwarz und Silber; vorne ein linksgewendeter rot bekrönter und rot bewehrter goldener Löwe, hinten über einem gesenkten blauen Balken ein roter Drachenrumpf.“ Der 1972 aus den früheren Landkreisen Tirschenreuth und Kemnath gebildete Landkreis übernahm das frühere Kreiswappen von Tirschenreuth unter Abänderung des hinteren Feldes. Vom roten Drachen blieb nur der Rumpf, dafür wurde der Leuchtenberger Balken als Bild aus dem früheren Kemnather Kreiswappen aufgenommen, das in der hinteren Schildhälfte ebenfalls den Pfälzer Löwen zeigte.                   |
| Traunstein                          | Wappen des Landkreises Traunstein                          | Nach Beschluss des Kreistags genehmigt am 21. März 1955 durch das Staatsministeriums des Innern. Nach der Kreisgebietsreform von 1972 beschloss der Kreistag des neugebildeten Landkreises, das Wappen des bisherigen Landkreises unverändert fortzuführen, genehmigt am 14. Mai 1976 durch die Regierung von Oberbayern: „Gespalten; vorne in Silber ein schreitender, rot bewehrter und Feuer speiender blauer Panter; hinten geteilt von Gold und Rot; oben ein rot bewehrter, schwarzer Adler, unten auf grünem Dreiberg eine zweitürmige silberne Burg, hinter der ein grüner Baum aufwächst.“                                                                                    |
| Unterallgäu                         | Wappen des Landkreises Unterallgäu                         | Nach Beschluss des Kreistags genehmigt am 12. September 1974 durch die Regierung von Schwaben: „Durch eine eingeschweifte, gesenkte Spitze mit den bayerischen Rauten gespalten von Schwarz und Gold; vorne eine goldene Rosette, hinten eine blaue Lilie.“ Der Entwurf des Wappens stammt von Stiftsarchivar und Kreisheimatpfleger Aegidius Kolb und die Gestaltung übernahm der Nördlinger Rudolf Mussgnug. |
| Weilheim-Schongau                   | Wappen des Landkreises Weilheim-Schongau                   | Nach Beschluss des Kreistags genehmigt am 21. Mai 1974 durch die Regierung von Oberbayern: „Unter goldenem Schildhaupt, darin ein schreitender, herschauender, rot bewehrter und rot bezungter schwarzer Löwe, in Blau ein goldener Abtsstab, dem ein silberner Schlägel und ein silberner Hammer schräg gekreuzt unterlegt ist.“ |
| Weißenburg-Gunzenhausen             | Wappen des Landkreises Weißenburg-Gunzenhausen             | Nach Beschluss des Kreistags genehmigt am 8. März 1976 durch die Regierung von Mittelfranken: „Über Schildfuß, darin Eisenhutfeh von Silber und Blau, gespalten; vorne dreimal geteilt von Rot und Gold, hinten in Gold ein halber, rot bewehrter schwarzer Adler am Spalt.“ |
| Wunsiedel im Fichtelgebirge         | Wappen des Landkreises Wunsiedel im Fichtelgebirge         | Nach Beschluss des Kreistags genehmigt am 26. Juli 1974 durch die Regierung von Oberfranken: „Unter von Silber und Schwarz geviertem Schildhaupt gespalten von Gold und Rot; vorne ein rotbezungter schwarzer Adler am Spalt; hinten ein silbernes Hirschgeweih.“ |
| Würzburg                            | Wappen des Landkreises Würzburg                            | Nach Beschluss des Kreistags genehmigt am 13. Dezember 1974 durch die Regierung von Unterfranken: „Geteilt und unten gespalten; oben in Rot drei silberne Spitzen; unten vorne in Silber übereinander zwei schreitende, herschauende, rot bewehrte schwarze Löwen, hinten in Blau eine goldene Lilie.“ |